# Sinantrop (specie)

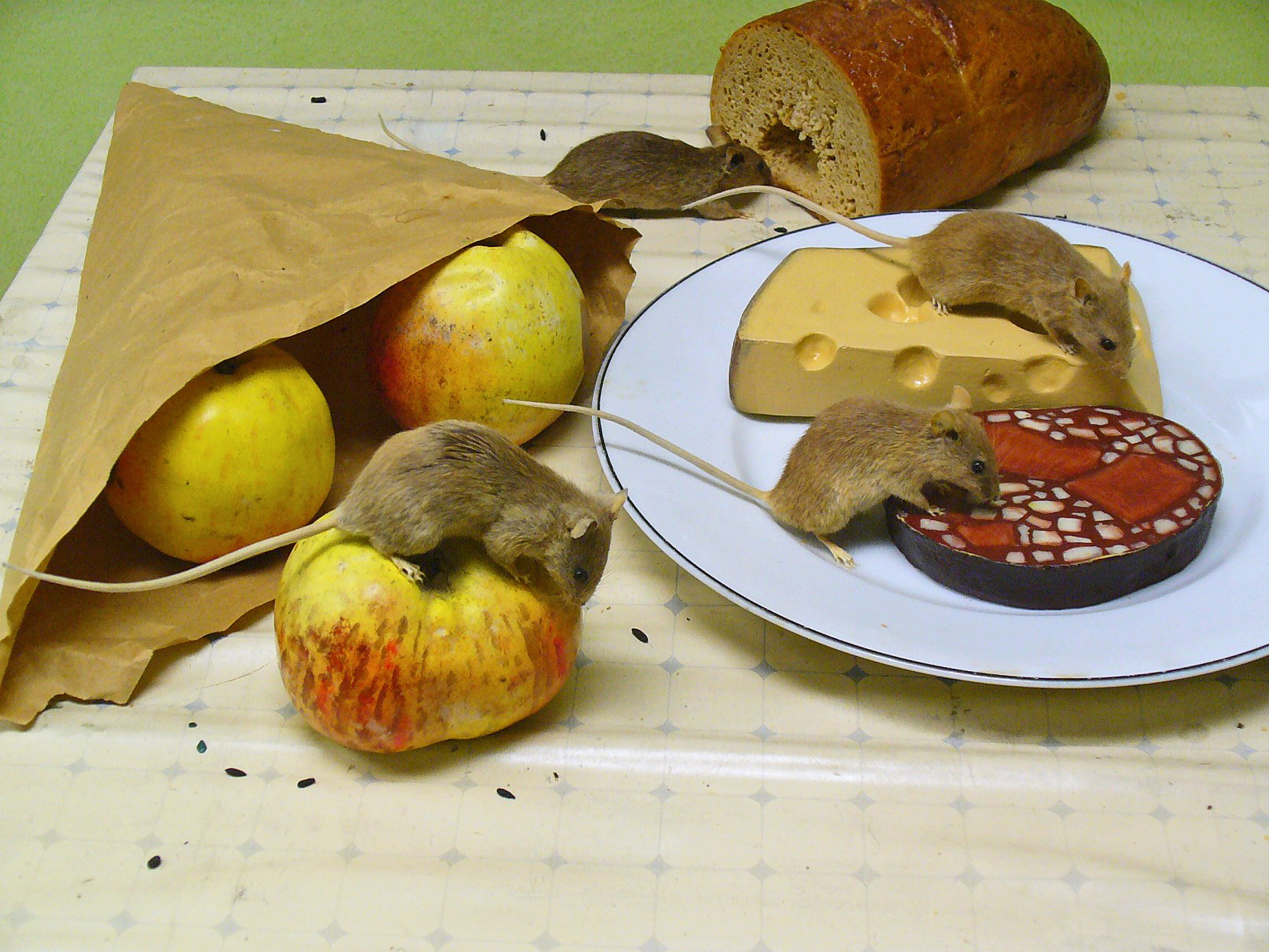
Şoarecele de casă (Mus musculus), o specie sinantropă dăunătoare

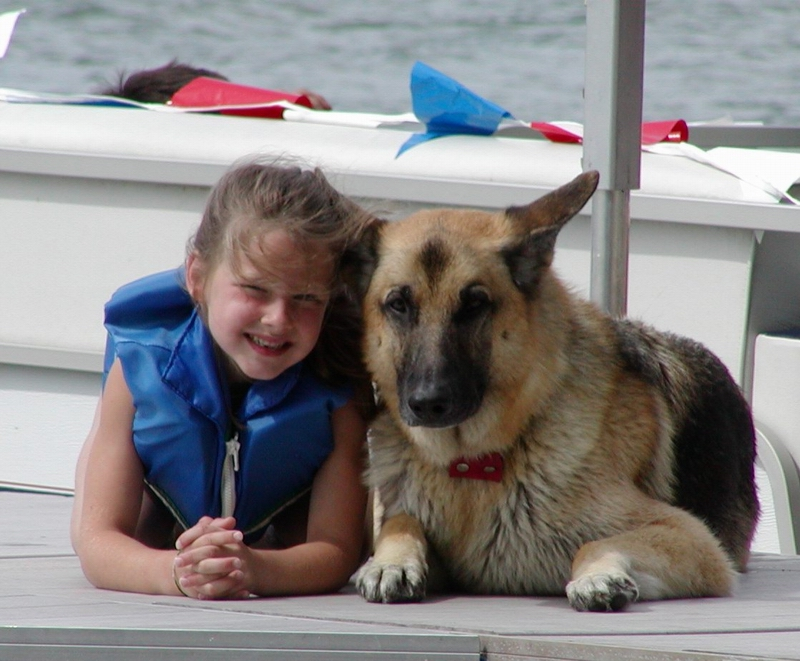
Câinele, o specie sinantropă folositoare

Specia sinantropă (din greaca syn = împreună, alături + anthrōpos = om) sau specia antropofilă este o specie de plante sau animale care însoțește omul, stabilindu-se în locuința sau în preajma așezărilor sale.
Printre plantele sinantrope se numără neghina (Agrostemma githago), traista ciobanului (Capsella bursa-pastoris), loboda (Atriplex nitens, Atriplex patula), bătrânișul (Erigeron canadensis).
Printre animale sinantrope se numără blatidele (gândacul negru de bucătărie, gândacul galben de bucătărie), dipterele muscide (musca de casă etc), sifonapterele (puricii), șoarecele, vrabia de casă, câinele etc.
În conformitate cu opinia profesorului universitar Andrei Munteanu, fenomenul de sinantropie prezintă un criteriu de bază ce determină vulnerabilitatea și capacitatea de adaptare a speciilor de animale la schimbările mediului ambiant, la noile condiții de climă.
Degradarea habitatelor naturale și înlocuirea acestora cu habitate antropizate au dus în timp la scăderea numărului de nișe ecologice și la o intensificare a concurenței interspecifice, cerințele alimentare laxe precum și gradul înalt de adaptabilitate reprezentând un avantaj al speciilor sinantrope față de alți reprezentanți ai faunei.